# Yemenia

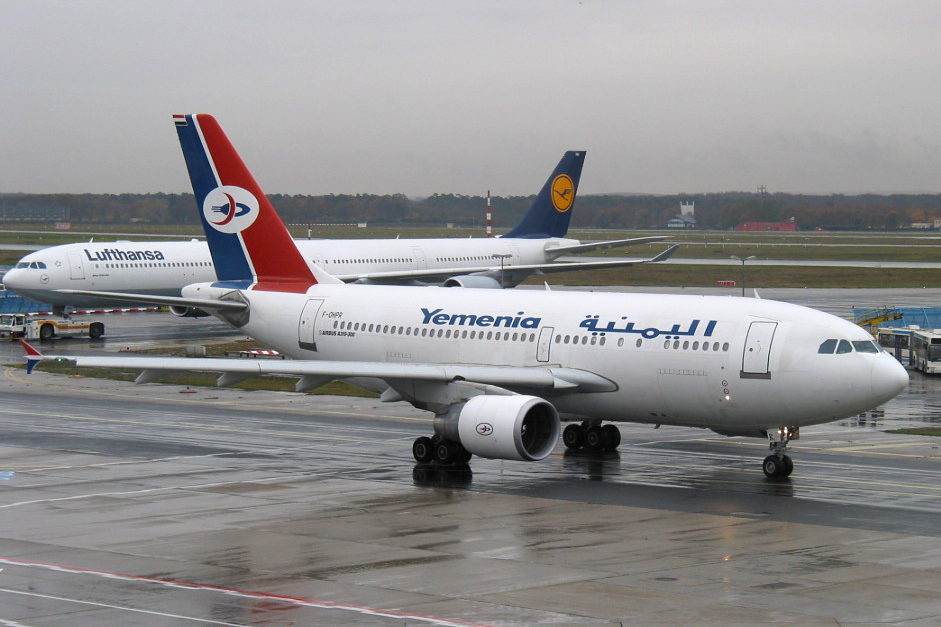
Airbus A 310 společnosti Yemenia

Yemenia Airways je jemenská národní letecká společnost, používající letadla typu Airbus A310, A340, Boeing 737 na různě dlouhých linkách. Na společnost se v červenci 2009 snesla kritika po pádu Airbusu A310 u Komorských ostrovů, jelikož společnost soustavně porušuje bezpečnostní kritéria.